# Hrvatska i veliko ratište
Djelo "Hrvatska i veliko ratište" (Zagreb, 2002.) napisao je Davor Domazet. Ime «Hrvatska» u naslovu nije ograničujuće, jer je u Domazetovu djelu potpuno pokriven i rat u Bosni i Hercegovini. Autor u njoj nastoji dati do sada najobuhvatniju raščlambu događaja Domovinskog rata na terenu, i geneze sukoba, i uloge «međunarodne zajednice», i geopolitičkih interesa i ambicija velikih (i nešto manjih) sila.
Knjiga je pisana je kao stručna raščlamba, no autor se trudio da knjiga bude čitljiva i širokoj publici - nastojeći izbjeći kako zamku suhoparnoga specijalističkoga izlaganja, tako i onu stvaranja senzacionalističke publicističke sapunice. 
U "Hrvatskoj i velikom ratištu" autor nastoji primijeniti najmodernijii pristup: dosta statične geopolitičke teorije, kojima je obilovala svjetska literatura (Brzezinski: "Velika šahovska ploča", Huntington: Sukob civilizacija), raspravljene su kao integralni dio suvremene strategije, koju je autor razjasnio preko pojmovlja teorije determinističkoga kaosa. 
Knjiga je podijeljena u 9 poglavlja: 
- Strategijske odrednice ili sveobuhvatni pristup ratu;
- Kako je pripremana agresija na Hrvatsku ili preoblikovanje JNA u srpsku imperijalnu silu;
- Uloga JNA kao srpske imperijalne sile u bosanskohercegovačkom ratu;
- Strateški pristup operacijama oslobađanja okupiranih područja RH-pripreme;
- Oslobodilačke operacije Hrvatske vojske- uvjerljivost vojne moći i/ili promjena strategijskog odnosa;
- Vojne, političke i diplomatske igre na velikom ratištu od godine 1993 do 1995;
- Sukob interesa ili Tuđmanove strateške odrednice u Domovinskom ratu;
- Nova strategija integracije prostora ili konstanta 2K;
- Odrednice suvremenoga modela rata.

Djelo je bogato ilustrirano shematiziranim zemljovidima koji pokazuju različite vojne i političke parametre tijekom rata, kako u Hrvatskoj, bivšoj Jugoslaviji, tako i u svijetu; također, grafovima su prikazane simulacije međuodnosa različitih varijabli kojima operira suvremeno ratovodstvo. 
Domazet u dijelu nastoji raznasniti razne teme zanimljive širemu čitateljstvu: kako je Hrvatska izbjegla stratešku zamku napada na vojarne («Špegeljev plan»); zašto je od Hrvatske «međunarodna zajednica» «pravila» agresora; zašto Hrvatska nije službeno objavila rat; zašto je pala Bosanska Posavina; tko je i kako spasio Bosnu i Hercegovinu; zašto je pala Srebrenica. Te, kao i druge kontroverze i mitove (o navodnoj «neobaviještenosti» i «nesnalaženju» vanjskih čimbenika rata, od SAD preko Britanije, Francuske i Njemačke do Rusije; ili, o tobožnjoj «ravnopravnosti» u JNA, koja je još u 80-im godinama, više od 5 godina prije izbijanja rata, ozbiljno počela preobrazbu u vojnu silu podređenu srpskim imperijalnim interesima), Domazet nastoji analizirati i na jasan način protumačiti, polazeći od svojeg stručnog vojnog znanja i iskustva jednog od ključnih vojnih zapovjednika HV.

## Vanjske poveznice
- "Hrvatska i veliko ratište": dio izvatka o ratu u Hrvatskoj

- "Hrvatska i veliko ratište": dio izvatka o pripremi agresije